# 김해중부경찰서
김해중부경찰서(金海中部警察署, Gimhae Jungbu Police Station)는 경상남도경찰청이 관할하는 경찰서 중 하나이다. 김해서부경찰서와 함께 경상남도 김해시를 관할하지만 김해서부경찰서는 김해시의 서부, 서남북부를 관할하고 김해중부경찰서는 김해시의 중부와 동부, 동북부를 관할한다. 경상남도 김해시 김해대로 2307(봉황동)에 위치하고 있다.

## 관할 지구대 · 파출소
김해중부경찰서는 4개의 지구대와 3개의 파출소를 산하에 두고 있다.
| 명칭       | 사진 | 주소               | 관할구역                               | 치안센터               |
| ---------- | ---- | ------------------ | -------------------------------------- | ---------------------- |
| 연지지구대 |      | 내외중앙로 118     | 내외동                                 | 외동치안센터           |
| 왕릉지구대 |      | 해반천로 168번길 8 | 삼계동, 구산동, 구산동, 대성동         |                        |
| 신어지구대 |      | 삼안로 217번길 32  | 불암동, 지내동, 삼안동, 활천동         | 불암치안센터           |
| 중앙지구대 |      | 가락로 30          | 동상동, 서상동, 부원동, 봉황동, 삼정동 | 동상동 다문화 치안센터 |
| 상동파출소 |      | 상동면 상동로 553  | 상동면                                 |                        |
| 생림파출소 |      | 생림면 봉림로 21   | 생림면                                 |                        |
| 대동파출소 |      | 대동면 대동로 595  | 대동면                                 |                        |

## 같이 보기
- 경상남도지방경찰청
- 김해서부경찰서
- 경찰박물관